# Salzkammergut
Koordinaten: 47° 45′ N, 13° 30′ O

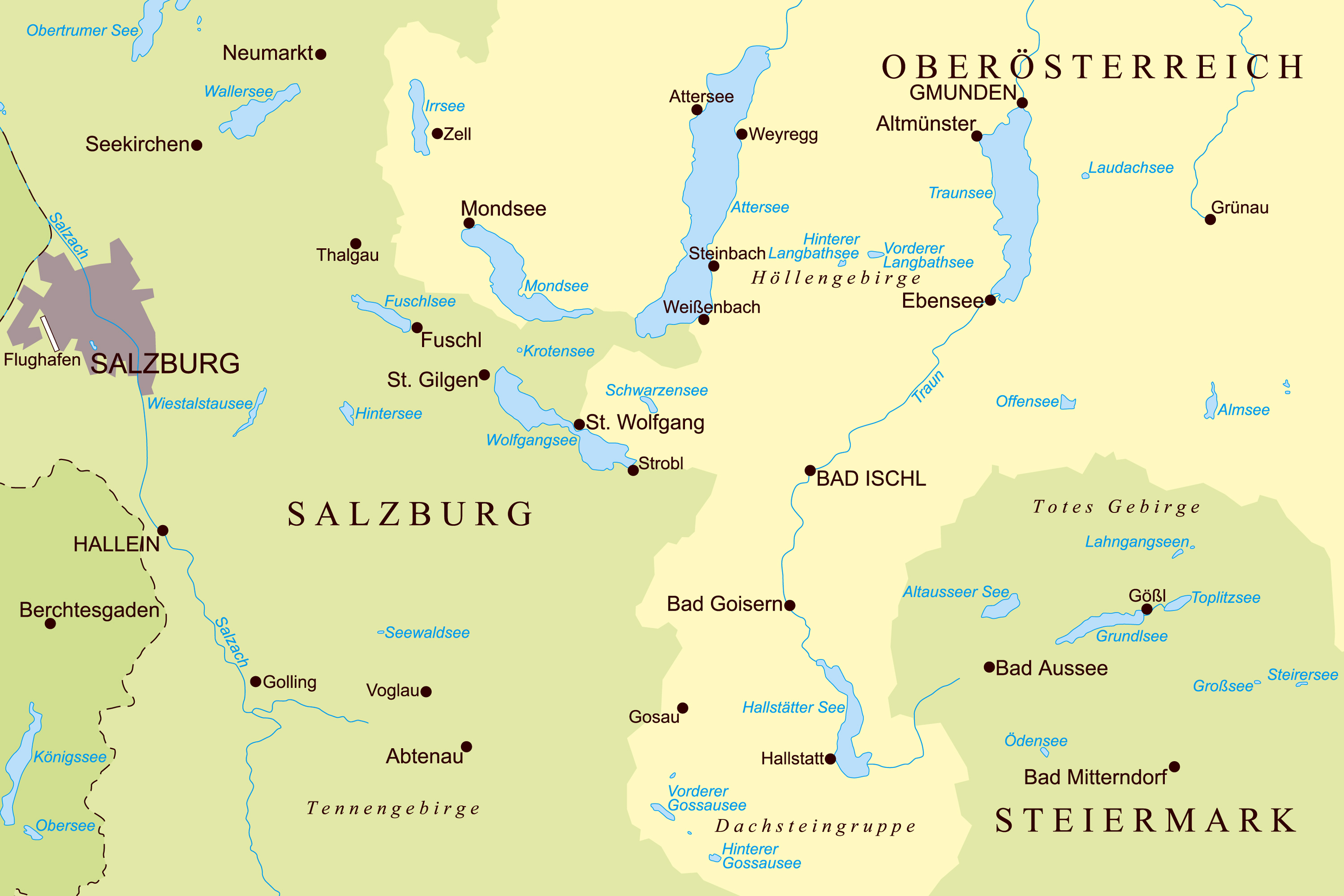
Das Salzkammergut

Das Salzkammergut ist ein Kulturraum in Österreich, am Nordrand der Alpen, der sich über das Grenzgebiet der Bundesländer Oberösterreich, Salzburg und Steiermark erstreckt und etwa so groß wie das Bundesland Vorarlberg ist.
Ursprünglich bezeichnete der Name nur den oberösterreichischen Teil des Gebiets, das Innere Salzkammergut. Es bestand aus dem habsburgischen Allodialbesitz um Bad Ischl und Hallstatt, insbesondere aus den Gütern, die vom Salzoberamt Gmunden verwaltet wurden. An diesem historischen Salzkammergut hatte das Erzstift Salzburg keinen Anteil, da es nicht habsburgisch war.
Heute wird der Begriff Salzkammergut auf die Region angewendet, die sich von Fuschlsee, Wolfgangsee und Mondsee in das Almtal, vom Tal der Vöckla bis zum Dachstein und dem Grimming erstreckt. Die in der heutigen Tourismusregion Salzkammergut zusammengefassten Gemeinden reichen im Westen bis zur Stadtgrenze von Salzburg. Geologisch wird es durch die Kalkalpen geprägt, morphologisch von einem Mittelgebirge mit zahlreichen Seen.

## Geographie

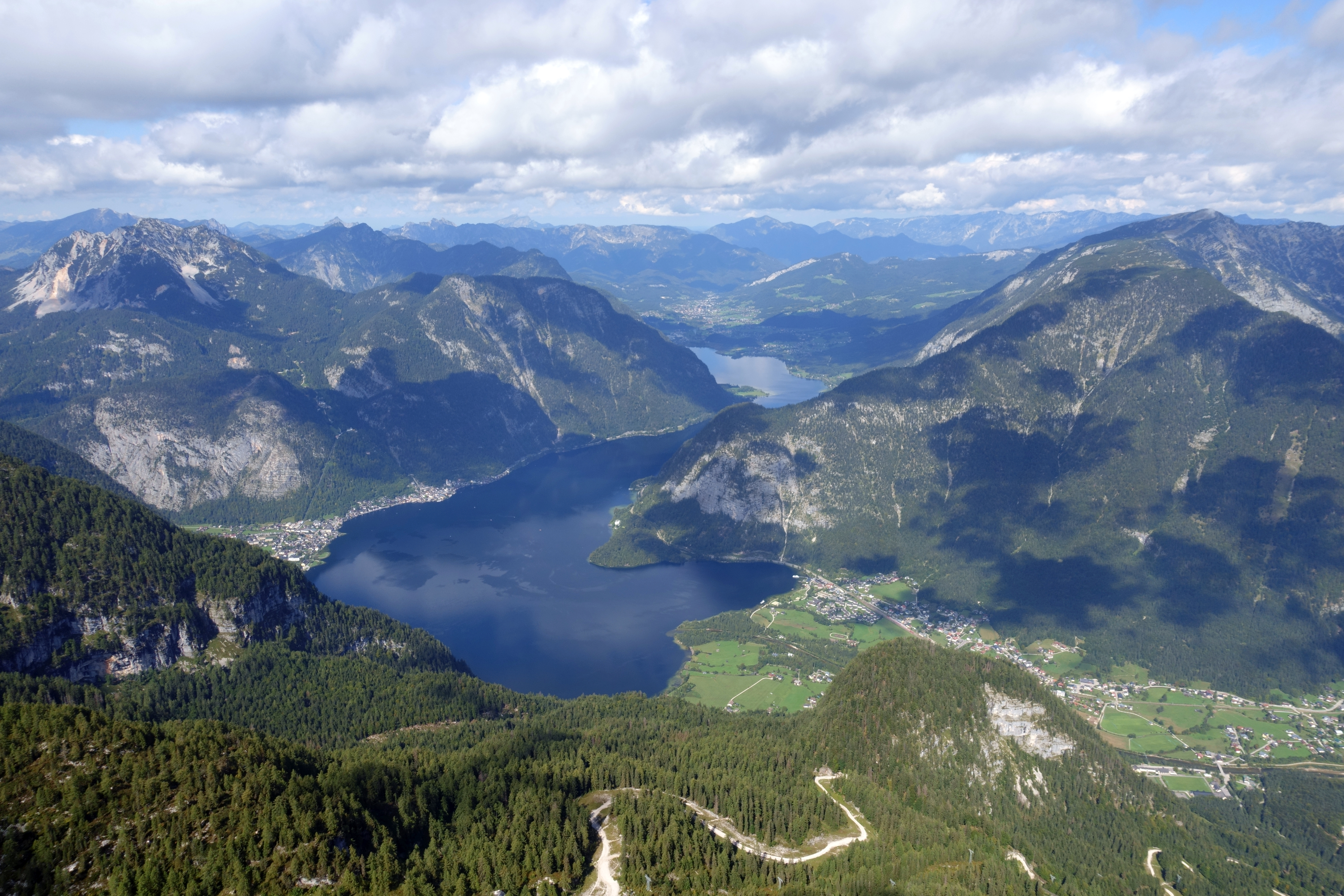
Die Gemeinden am Hallstätter See bilden das Innere Salzkammergut.

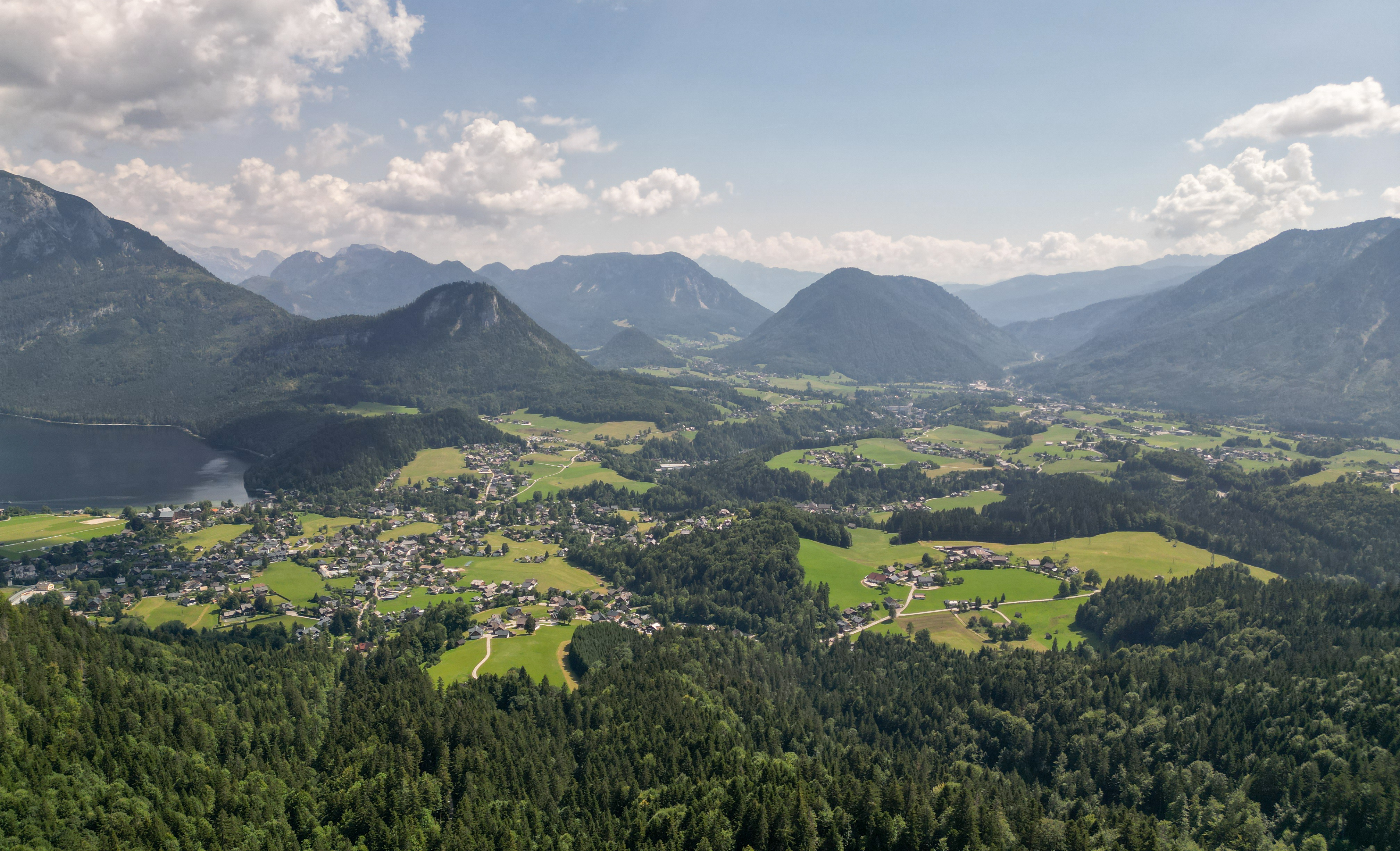
Das Ausseerland ist Teil des Steirischen Salzkammerguts.

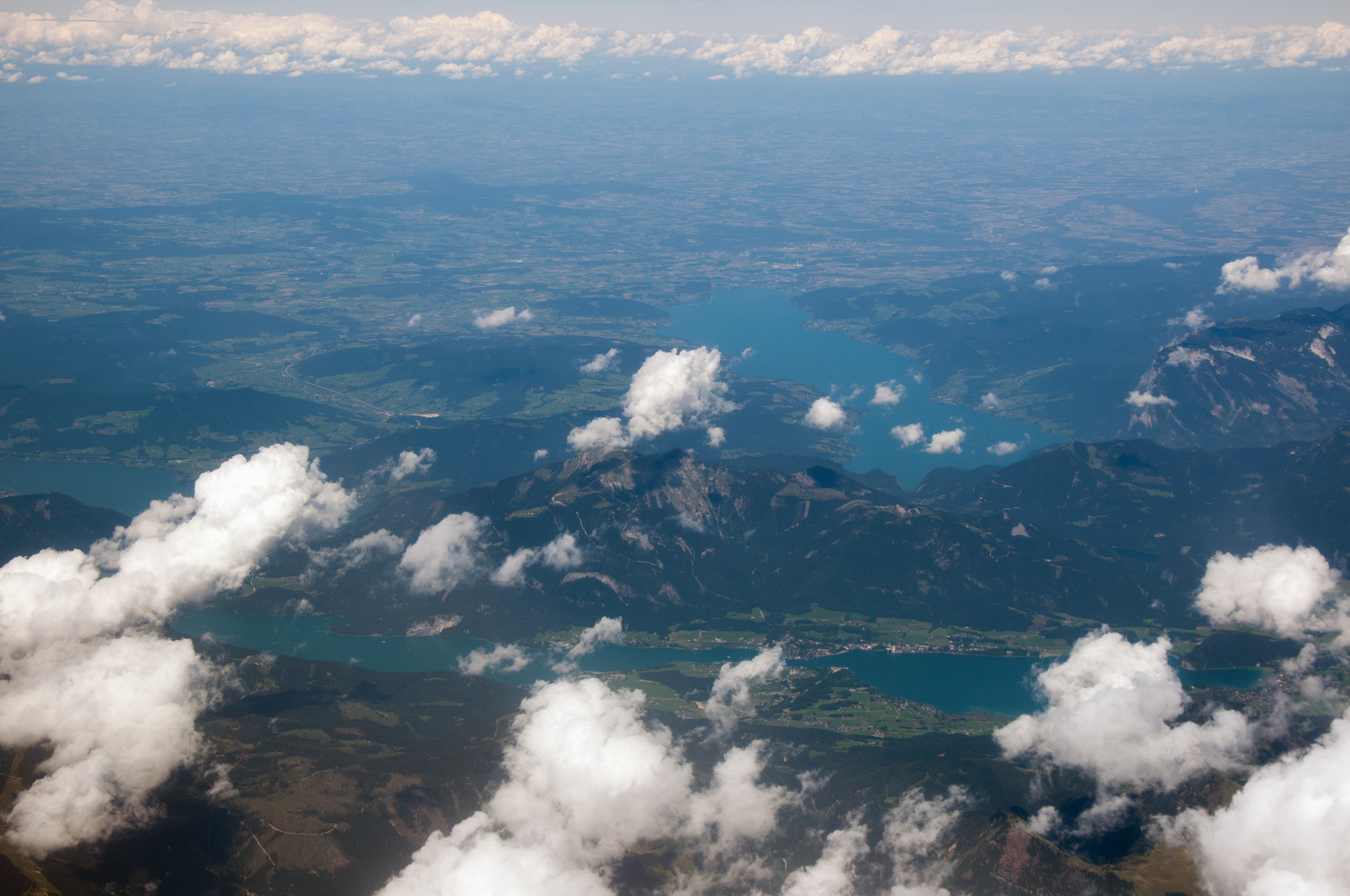
Westliches Salzkammergut (von rechts/Osten) mit Attersee, Wolfgangsee und Mondsee. Der Berg in der Mitte ist der Schafberg.

Die Landschaft des Salzkammerguts ist geprägt vom Flusssystem der Traun mit insgesamt 76 größeren und kleineren Seen, den Salzkammergutbergen und den umliegenden Bergen (Dachstein, Totes Gebirge, Osterhorngruppe, Traunstein und Höllengebirge).

„Es ist landschaftlich einer der schönsten Teile der Deutschen Alpen, mit lieblichen, lachenden Gegenden, freundlichen Städtchen und Schlössern, großartigen Gebirgskesseln mit dunkelgrünen Seen, tosenden Bächen, hochragenden Bergriesen, von denen sich Gletscher herabziehen.“

Wegen seiner Alpenrandlage hat das Salzkammergut Anteil an drei abgestuften Landschaftstypen: dem weitgehend flachen Alpenvorland im Norden, dem Mittelgebirge der Flyschzone und den nördlichen Kalkalpen im alpinen Bereich.
Der oberösterreichische und steirische Anteil des Salzkammergutes ist geprägt von den eiszeitlichen Gletschern, insbesondere Enns- und Traungletscher. Der Traungletscher floss vom Dachstein nach Norden und erstreckte sich in der größten Ausdehnung bis an den Hausruck. Als die Gletscher sich auf ihr heutiges Ausmaß zurückzogen, hinterließen sie viele Gletscherrandseen und Hochmoore (etwa das Löckermoos in Gosau, das zum Welterbe Hallstatt, Dachstein und Salzkammergut zählt).
Die aus unterschiedlichen Kalk- und Dolomitgesteinen (Wettersteinkalk, Dachsteinkalk, roter Hierlatzkalk, Hauptdolomit) aufgebauten Gebirgszüge neigen durch ihren hohen Verkarstungsgrad zur Ausbildung ausgeprägter Höhlensysteme, darunter die längste Höhle Österreichs, das Schönberg-Höhlensystem mit über 151 Kilometern Länge.
- Das Oberösterreichische Salzkammergut erstreckt sich nach der Oberösterreichischen Raumplanung über die Raumeinheiten Salzkammergut-Talungen (oberes Trauntal mit Traunsee) und Attersee-Mondsee-Becken als Zentralräume und die Mondseer Flyschberge, Traun- und Atterseer Flyschberge, die Salzkammergut-Voralpen und Teile des Vöckla-Ager-Hügellands und Kalk-Hochalpen.
- Das Steirische Salzkammergut umfasst das Ausseerland (Traunquellgebiet mit den Seen) und das Hinterberger Tal.
- Die Landschaft des Salzburgischen Salzkammergutes wird durch Gebiete um den Wolfgangsee gebildet. Zum Salzburger Anteil an der Tourismusregion Salzkammergut gehört aber auch die Region um den Fuschlsee mit seinen sieben Orten.

## Nachbarregionen
Angrenzende Regionen sind:
| Flachgau mit Salzburger Seengebiet | Vöcklatal                                      |                          |
| Tennengau mit Lammertal            | Kompassrose, die auf Nachbargemeinden zeigt    | Region Pyhrn-Eisenwurzen |
| Ennspongau                         | Oberes Ennstal mit Region Schladming–Dachstein |                          |

## Geschichte

### Frühgeschichte

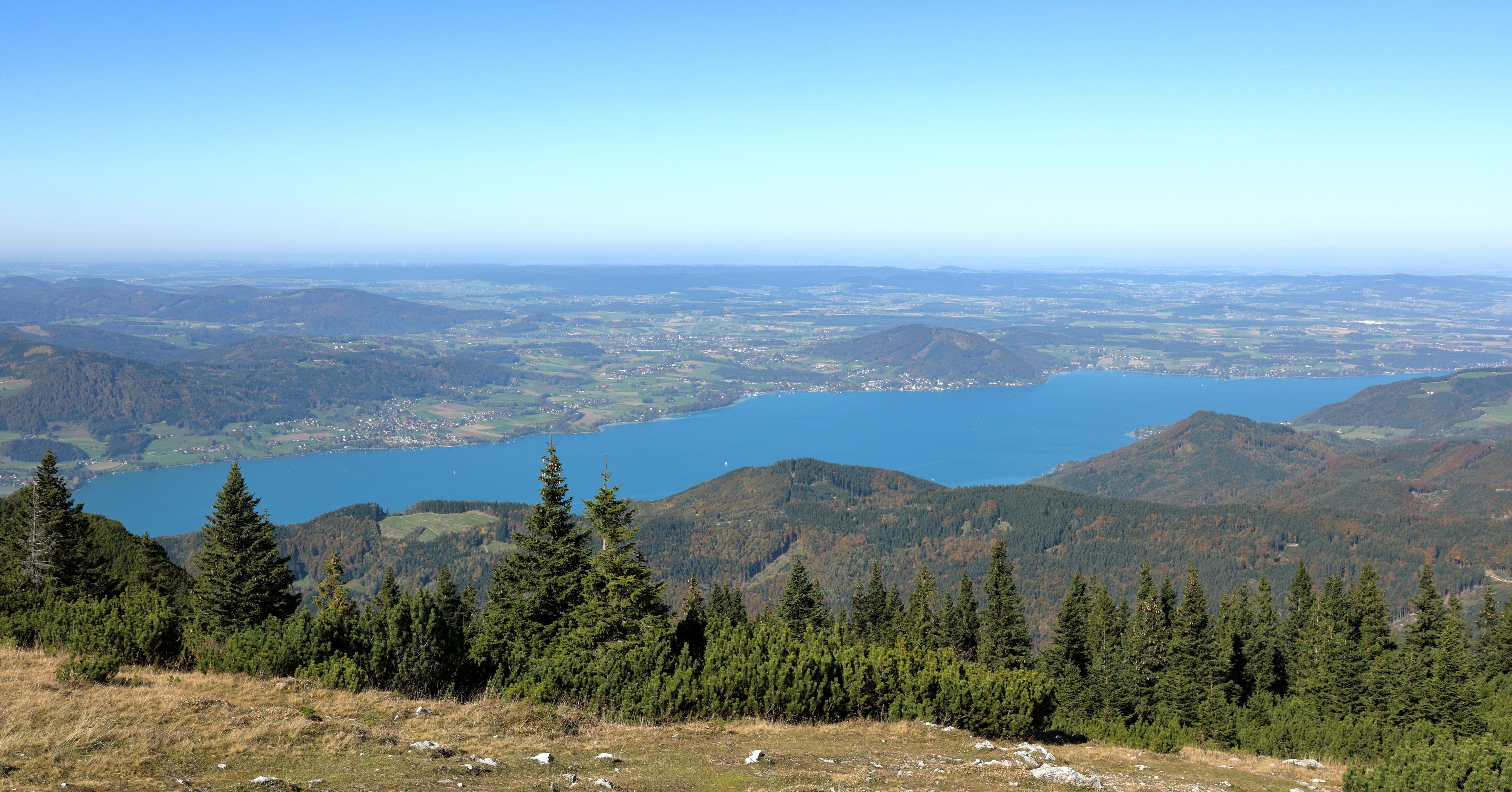
Blick vom Hochleckenhaus auf den Attersee, wo sich Überreste jungsteinzeitlicher Pfahlbausiedlungen befinden

Die Besiedlung der abwechslungsreichen Landschaft des Salzkammerguts lässt sich bis in das Paläolithikum zurückverfolgen. In der Salzofenhöhle im Toten Gebirge und im Lieglloch bei Tauplitz wurden paläolithische Jagdstationen nachgewiesen. Eine der bedeutendsten Kulturen im darauf folgenden Neolithikum ist die Mondseekultur der späten Jungsteinzeit zwischen 3600 und 3300 v. Chr. mit ihren seeufernahen Pfahlbausiedlungen.
Der Name wichtiger Orte leitet sich von ausgeprägten Salzvorkommen der Region ab. Der Wortteil „Hall“ in Hallstatt geht auf das germanische Wort für Salz zurück, ein Begriff, der sich auch im Wort „Salzkammergut“ findet. Die lokale Bevölkerung versiedete schon nach 3000 v. Chr. salzhaltige Quellen und gewann so Salz. Dieses Gewerbe nahm um 2000 v. Chr. einen frühindustriellen Charakter an. Um 1500 v. Chr. begann mit dem Bronzepickel der bergmännische Salzbergbau, in Hallstatt befindet sich der vermutlich älteste Salzbergbau der Welt. Der Bergbau erreichte nach 1300 v. Chr. in der Nordgruppe des Hallstätter Salzbergbaues beträchtliche Tiefen und zeugte von hohen geologischen und technischen Kenntnissen. Eine ganze Epoche ist nach dem Salzbergbau in Hallstatt am Hallstätter See benannt: die keltische Hallstattzeit (800 bis 450 v. Chr.). Die Siedlungen der Region waren von jeher durch den Reichtum an Salz geprägt.

### Altertum
Mit dem Einmarsch der Römer 15 v. Chr. endete die ebenfalls keltische Latènezeit, eine Weiterentwicklung der Hallstattzeit. Zuvor schon bestanden intensive Handelsbeziehungen zwischen Kelten und Römern. Unter römischer Herrschaft wurde das keltische Herrschaftsgebiet als Noricum römische Grenzprovinz. Damals begann vermutlich schon der Abbau von Salz durch das Laugeverfahren und die Anlage von Salinen. Um 100 n. Chr. ist in Hallstatt eine römische Siedlung belegt. Am Altausseer Michlhallberg (Sandling-Massiv) ist ebenfalls eine spätrömische Siedlung vom Ende des 2. Jahrhunderts n. Chr. bis ins späte 4. Jahrhundert belegt. Auch dort wird ein römerzeitlicher Salzbergbau vermutet. Nach 180 n. Chr. fielen die germanischen Stämme der Markomannen und Quaden in weiten Teilen von Noricum ein und verwüsteten weite Landstriche. Die romanokeltische Siedlung Hallstatt wurde ebenfalls zerstört. Durch den Einfall der Hunnen in Osteuropa wurde der Druck germanischer Völkerschaften auf das römische Reich immer stärker. 488 erteilte der Ostgote Odoaker als Nachfolger des letzten weströmischen Kaisers den Befehl zur Räumung der Provinz Ufernorikum.

### Mittelalter

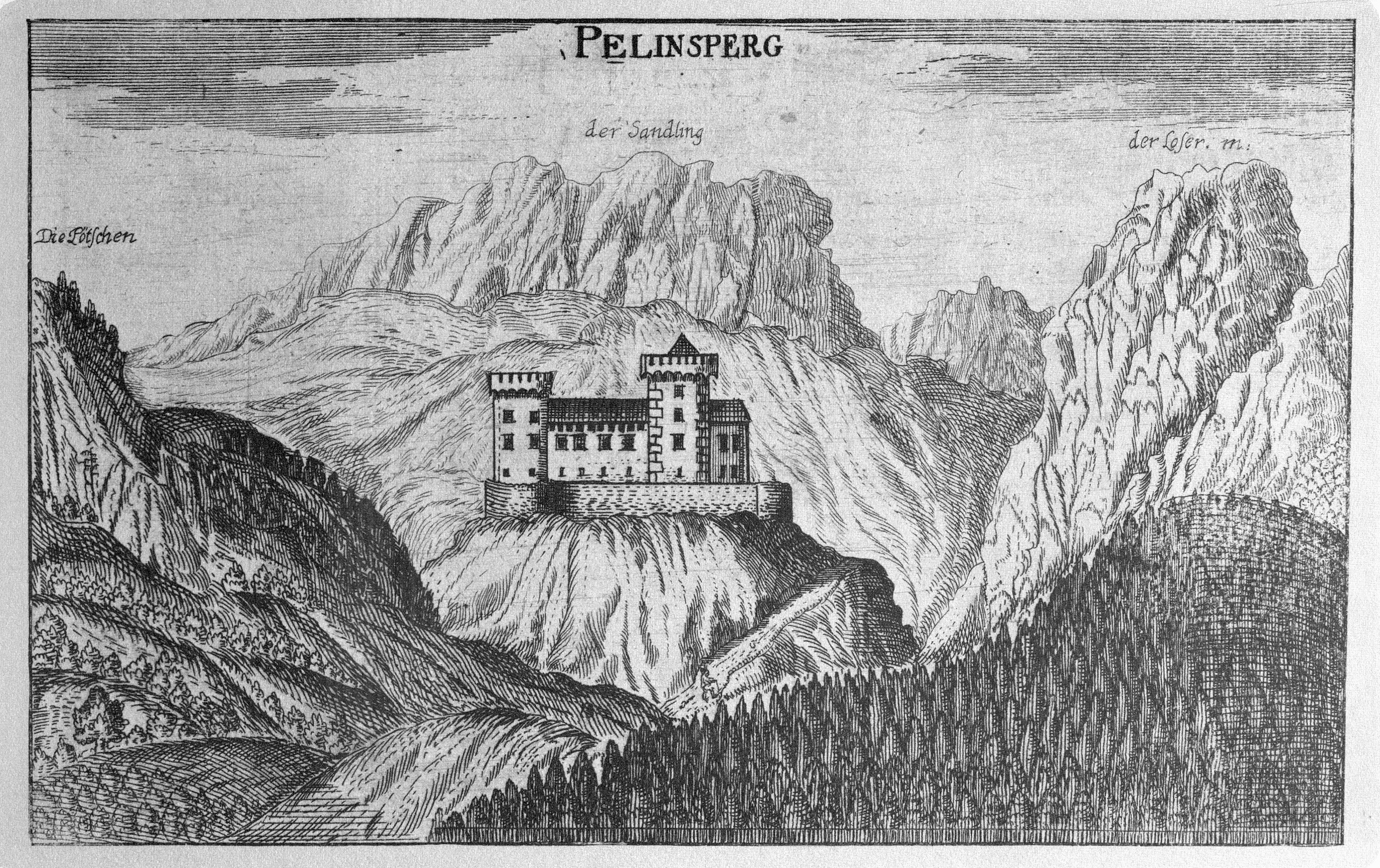
Burg Pflindsberg mit Sandling; Kupferstich von Georg Matthäus Vischer um 1681

Um 530 drangen bairische Stämme weitgehend friedlich in das Ostalpengebiet ein. Die neuen bairischen Siedlungen breiteten sich von Westen her kommend aus, während von Süden über das Ennstal kommend eine slawische Siedlungstätigkeit bis ins innere Salzkammergut erfolgte. Gemeinsam mit den verbliebenen Resten romanokeltischer Kulturen entstand bald eine bairisch-slawische Mischkultur, die nicht selten auf romanokeltische Traditionen aufbaute. Archäologische Zeugnisse dieser Epoche haben sich im Gemeindegebiet von Bad Mitterndorf erhalten. Es handelt sich um einen frühmittelalterlichen slawischen Friedhof, welcher vom 8. bis ins 10. Jahrhundert genutzt wurde.
Über den frühmittelalterlichen Salzabbau sind keine sicheren Belege vorhanden. Erst um 900 werden Salzschiffe aus dem Traungau erwähnt, die vermutlich Salz von Hallstatt verschifften. Um 1000 n. Chr. blühte der Salzhandel wieder auf.
Um 1200 bildeten sich Landesfürstentümer. Die lange Herrschaft der Babenberger (976–1246) in diesem Raum führte dabei zu Stabilität und Wohlstand. Im Süden dehnten die Herren von Ort, Lehnsmänner der steirischen Markgrafen (ab 1180 Herzöge) aus der Familie der Traungauer, einem Zweig der Otakare, in der 1. Hälfte des 12. Jahrhunderts ihr Herrschaftsgebiet auf das innere Salzkammergut aus. Zwar beerbten die Babenberger 1192 die von Ort, der Südteil des heutigen Salzkammerguts blieb aber steirisch.
Nach dem Tod des letzten Babenberger Herzogs Friedrich II. im Jahr 1246 besetzte der erwählte Erzbischof von Salzburg, Philipp von Spanheim, weite Teile des Ennstals und somit auch das steirische Salzkammergut. Zur Befestigung des neuen Machtanspruchs und zum Schutz der nahen Salzbergwerke am Sandling-Massiv und der Saumpfade ließ er auf einem Hügel westlich von Altaussee die kleine Festung Pflindsberg erbauten. Philipp von Spanheim musste sich nach dem Frieden von Ofen von 1254 wieder zurückziehen. Aus der Burg entwickelte sich die eigenständige Herrschaft Pflindsberg (umfasste rund 90 % der Güter des Ausseerlandes) und sie war fortan Sitz des Pflegeamtes der hiesigen Salinen.
Im Jahre 1278 beerbte das Haus Habsburg mit König Rudolf I. die Babenberger. 1291 bis 1297 wurde zwischen Herzog Albrecht dem Habsburger und dem Salzburger Erzbischof Konrad IV. von Fohnsdorf der Salzkrieg um die Vormachtstellung im Salzhandel geführt. 1274 heiratete Albrecht Elisabeth Gräfin von Görz und übergab ihr 1298 das Yschlland als Erbbesitz. So kam es als Privatbesitz an das Haus Habsburg.
Burg Wildenstein in Bad Ischl kam 1419 an Habsburg und wurde Pflegschaftsgericht der Besitzungen vom Südende des Traunsees bis zum Dachstein – das entspricht dem heutigen Gerichtsbezirk Bad Ischl, wobei das Wolfgangland (St. Wolfgang am Wolfgangsee) aber weiterhin Teil des Mondseelands, der Besitzungen des Stiftes Mondsee blieb; dessen Gericht waren die Herrschaften Wartenfels und Wildenegg. Das Mondseeland erwarb Kaiser Maximilian I. 1506 für Österreich; es blieb aber bis zur Säkularisation Josephs II. 1791 klösterlich.

### Neuzeit

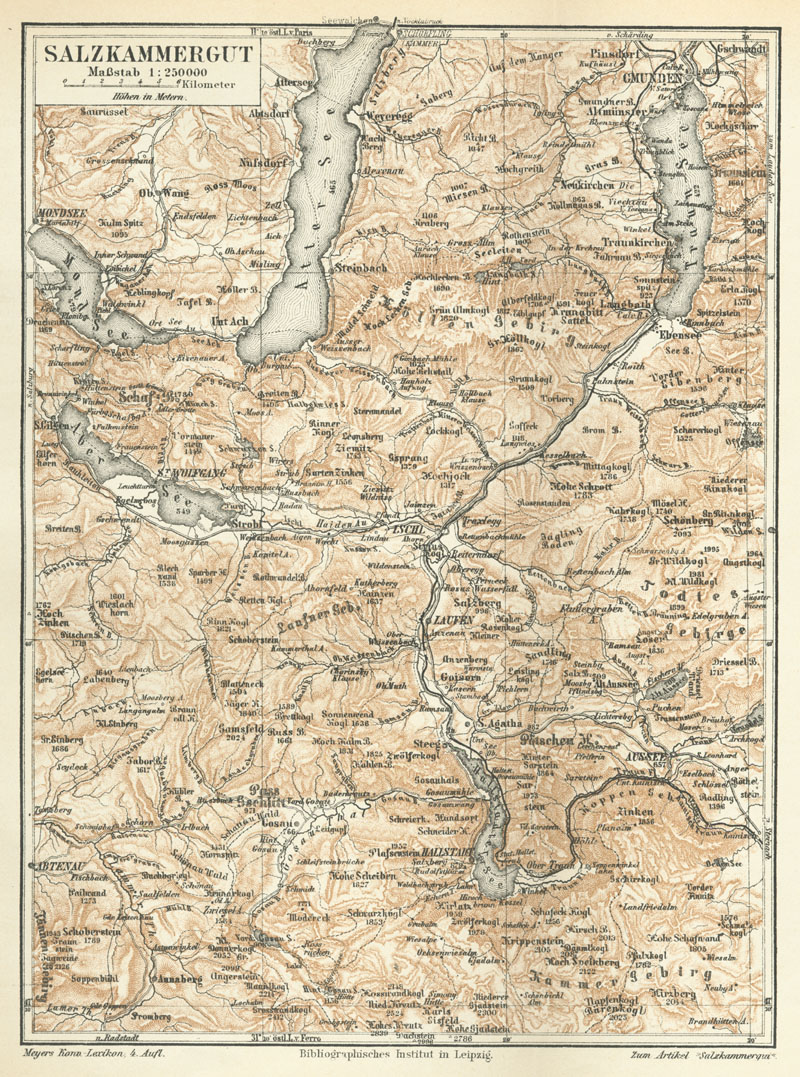
Karte vom Salzkammergut, um 1890

Kammergut bezeichnet eine Region, die direkter Besitz des Landesherrn war, in diesem Falle den Erzherzögen des Hauses Habsburg, also seit 1438 bzw. 1452 dem Römisch-deutschen Kaiser. In diesem Sinne ist die Region 1656 das erste Mal urkundlich erwähnt. Daher feierte das Salzkammergut 2006 seinen 350. Jahrestag. Die Bindung des Salzkammerguts an das Herrscherhaus datiert aber spätestens in das Jahr 1311, als Elisabeth, Witwe Albrechts I., die rechtliche Basis für den Salzbergbau im Kammergut formal erneuerte, womit die Salzgewinnung hoheitlich unterstellt war – Staatsbetrieb blieb die Salinen Austria ohne Unterbrechung bis 1998.
Nach 1520 kamen mit den deutschen Bergleuten die neuen lutherischen Lehren der Reformation ins Salzkammergut und wurden vielerorts angenommen, bis zu 90 % der Bewohner bekannten sich danach zum evangelischen Glauben. Im Rahmen der Gegenreformation nahm um 1600 die Rekatholisierung der Kirche und des Staates Fahrt auf, gegen die Personen evangelischen Bekenntnisses wurde nun vorgegangen. Von 1618 bis 1626 waren sie gezwungen, zu konvertieren, als Geheimprotestanten zu praktizieren oder das Salzkammergut in Richtung Süddeutschland und Siebenbürgen zu verlassen.
Es gelang dem Hause Habsburg im späteren 17. und 18. Jahrhundert zunehmend, das Erzstift Salzburg aus dem Salzhandel im Salzkammergut zu verdrängen und somit zu dessen wirtschaftlichem Abstieg beizutragen.
Bis ins 19. Jahrhundert war die Region um Bad Ischl dann unmittelbar dem Salzamt der Hofkammer in Wien unterstellt, die das staatliche Salzmonopol verwaltete. Während dieser Zeit wurden weitere Gebiete dem Salzkammergut angegliedert, um den ungeheuren Holzbedarf der Sudpfannen in den Salinen – zuerst in Bad Ischl, dann in Ebensee – zu decken.

### Wandlung des Begriffs im 20. Jahrhundert

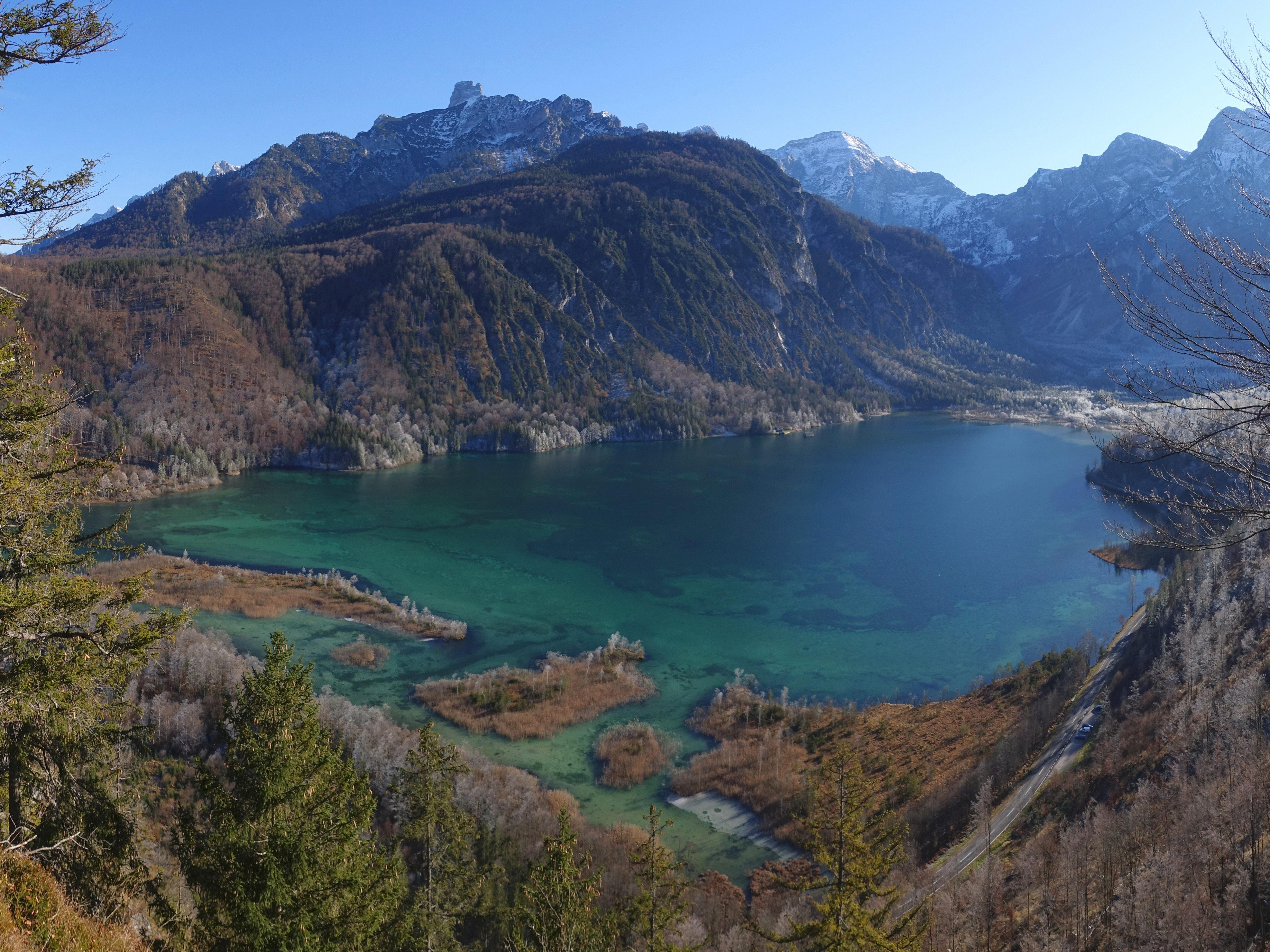
Der Almsee im Almtal wird erst jüngst zum Salzkammergut gerechnet.

Inneres Salzkammergut meint die Region um Hallstätter See, das Gosautal, das Ausseerland und den Ischler Raum bis Ebensee, also jene Bereiche an der oberen Traun, in denen Salz abgebaut und verarbeitet wurde. Äußeres Salzkammergut meint die nördlich umliegenden Regionen. Dieser Begriff begann sich nach dem Ende des herrschaftlichen Status, wegen der immer weiter reichenden Holzbringung für die Salinen, und dem Aufkommen des Tourismus ab den 1840/1850er Jahren (Salzkammergutbahn 1877, Lokalbahn 1893) immer weiter auszudehnen – auch, weil die Salzkammergutregion schon früh zu einem Inbegriff der Sommerfrische („Kaiser“-Stadt Bad Ischl) wurde und der Name Basis des zunehmenden Tourismus der ganzen Seenregion bildete.
Mitte des 19. Jahrhunderts wurde schon das Attersee-Gebiet zum Salzkammergut gerechnet, um 1900 auch das Mondseeland mit Mond- und Irrsee und der eigentliche Attergau. Seit Mitte des 20. Jahrhunderts wird das Salzkammergut in Grenzen gesehen, die vom Grimming über Dachstein, Gamsfeld, Fuschlsee, Schober, St. Georgen, Vorchdorf, das Almtal und den Großen Priel reichen, also nahezu das gesamte alpine Einzugsgebiet der Traun.
Die Kernsiedlungsregion der früheren Neuzeit, also das obere Trauntal von Gmunden aufwärts, ist heute die Raumeinheit Salzkammergut-Talungen, während die Salzkammergut-Voralpen sich von Attersee ostwärts noch über das Almtal und sogar die Steyr (Pyhrn-Eisenwurzen-Region) hinaus erstrecken.
Der Großteil des inneren Salzkammerguts – insbesondere Hallstatt – sowie der Dachsteinstock (mit Teilen der Gemeinden Gröbming, Haus im Ennstal und Ramsau am Dachstein und Filzmoos, die außerhalb auch des heutigen Salzkammerguts liegen) und ein Teil des steirischen Salzkammerguts (Teile der Gemeinden Altaussee, Bad Aussee, Pichl-Kainisch und Bad Mitterndorf) bildet seit 1997 das UNESCO-Welterbe Hallstatt-Dachstein Salzkammergut. Im Umfeld der Unesco-Erklärung ist der Gutteil des Inneren Salzkammerguts (die Gemeinden Ebensee, Bad Ischl, Bad Goisern, Hallstatt, Obertraun, Gosau, St. Wolfgang seit 1994, Strobl und St. Gilgen seit 2001) namentlich unter Kulturerbe Salzkammergut als LEADER+-Region organisiert, und bildet auch seit INTERERG II (1995) den Verein Regionalentwicklung Inneres Salzkammergut REGIS.
Nicht zum Salzkammergut gehört in jedem Falle das Salzburger Seenland um die Trumer Seen.

### Tourismusregion Salzkammergut
Zur Tourismusregion Salzkammergut werden heute 57 Gemeinden als Anteile in drei österreichischen Bundesländern gezählt. Der größte Teil (72 %) gehört zu Oberösterreich (Oberösterreichisches Salzkammergut, Anteile am Bezirk Gmunden und Bezirk Vöcklabruck), das steirische Salzkammergut (Ausseerland und Hinterberger Tal, 16 %) gehört zur Steiermark (Bezirk Liezen). Der kleinste Teil (Salzburger Salzkammergut, 12 %) gehört zum Bundesland Salzburg (Bezirk Salzburg-Umgebung).
Die Tourismusregion setzt sich dabei aus acht Regionen zusammen:
- Ausseerland – Salzkammergut
- Ferienregion Wolfgangsee
- Ferienregion Dachstein Salzkammergut
- Ferienregion Traunsee – Almtal
- Ferienregion Attersee – Attergau
- Ferienregion Bad Ischl
- MondSeeLand – Mondsee/Irrsee
- Fuschlseeregion

Diese Tourismusregion vermarktet sich seit 2002 in der Salzkammergut Tourismus-Marketing GmbH, einer Holding der Gemeinden bzw. Tourismusverbände im Salzkammergut, die den Namen „Salzkammergut“ nach den Tourismusgesetzen der drei Bundesländer als Marke verwenden dürfen.

## Wirtschaft

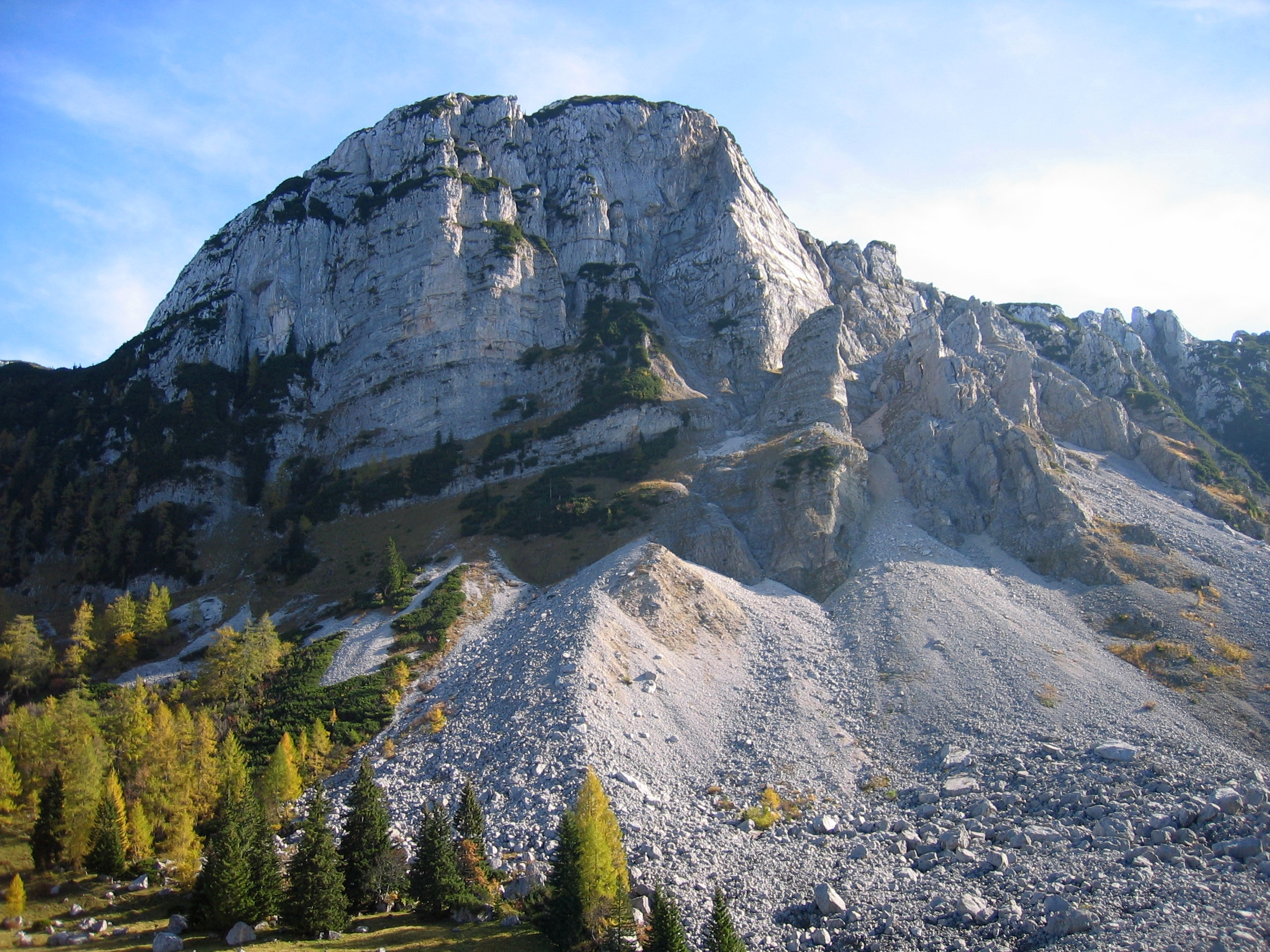
Im Sandling bei Altaussee befindet sich das Salzbergwerk Altaussee, Österreichs größte Salzgewinnungsstätte.

Das Salzkammergut ist vor allem vom Tourismus geprägt.
Es hat eine mehr als ein Jahrhundert alte Tradition als Fremdenverkehrsgebiet, die sich aus der Tradition der Sommerfrische entwickelte. So hatte schon Kaiser Franz Joseph I. sein Sommerdomizil in der Kaiservilla Bad Ischl, von wo aus er in der wärmeren Jahreszeit das gesamte Reich regierte und wo er auch die Kriegserklärung an Serbien im Juli 1914 unterschrieb, die den Ersten Weltkrieg auslöste.
Die Region gehört zu den touristisch am besten erschlossenen Gebieten Österreichs. Die Erholungsmöglichkeiten umfassen Baden und Wassersport an den vielen Seen, Bergtourismus (siehe hierzu den Artikel Salzkammergut-Berge), Rad- und Reiturlaub, Wintersport, kulturelle Veranstaltungen und Gastronomie lokaler und gehobener Art.
Den guten Ruf als Erholungsgebiet verdankt die Region nicht nur ihrer reizvollen Landschaft mit einigen klimatisch begünstigten Gegenden, sondern auch vielen Kurbädern.
Der namensgebende Kochsalzabbau ist heute nicht mehr von großer Bedeutung, wohl aber die Holzwirtschaft.
Industriestandorte sind Ebensee, Gmunden, Laakirchen und Steyrermühl. Daneben profitiert das Salzkammergut auch von seiner alten Tradition des Kleingewerbes und Handels (der sich im Kontext der arbeitsteiligen Wirtschaft des Salzbergbaus entwickelte) und ist mit zahlreichen Klein- und Mittelbetrieben Teil einer der wirtschaftlich aktivsten Zonen Mitteleuropas.

Die Arbeitslosenquote beträgt etwa 4,8 % (Bezirke Gmunden und Vöcklabruck, 2005, Österreich: 7,3 %).
Um die bodenständige Landwirtschaft zu stärken, werden traditionelle Lebensmittel im Fremdenverkehr verstärkt herausgestellt. So ist die Fertigung lokaler Käsesorten, die schon seit dem 14. Jahrhundert hergestellt werden, auch im Register der Traditionellen Lebensmittel registriert. Unter der Dachmarke Genussregion Österreich wurde auch die Genussregion Salzkammergutkäse beworben.

## Kultur

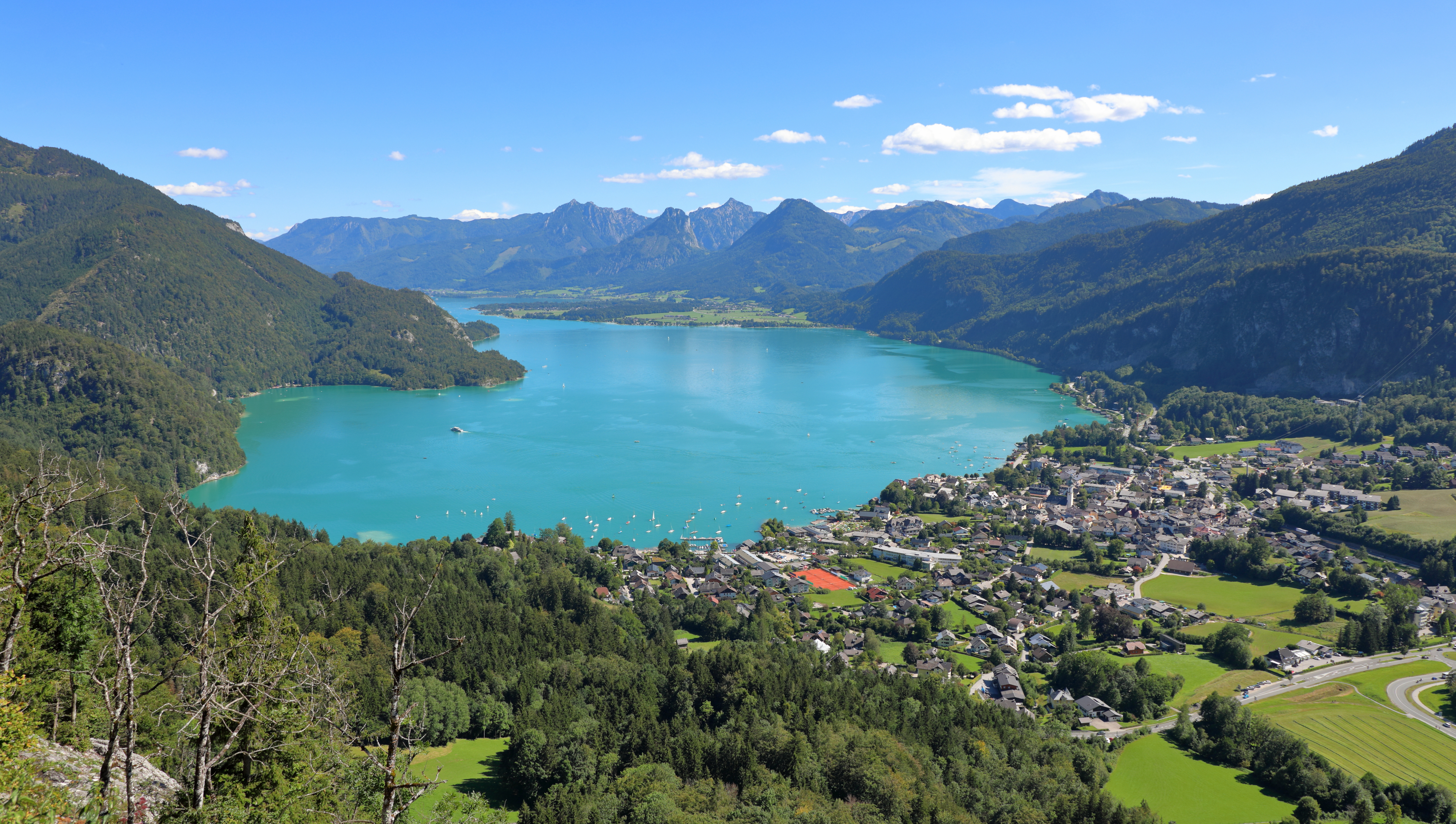
Wolfgangsee mit St. Gilgen im Vordergrund

Die Region ist neben landschaftlichem Reiz auch durch ihre althergebrachten Bräuche und Traditionen bekannt, die nur dort so ausgeübt werden. Gerade diese volkskulturelle Eigenständigkeit hat der Region den Beinamen „zehntes Bundesland Österreichs“ eingebracht. Bekannte Großveranstaltungen im Salzkammergut sind zum Beispiel die Glöcklerläufe und das alljährlich stattfindende Narzissenfest im Ausseerland – diese Narzissenart, die Stern-Narzisse (Narcissus radiiflorus) wächst in hochgelegenen feuchten Blumenwiesen im Salzkammergut besonders reichlich. Auch die Tracht hat hier einen hohen Stellenwert, und daher gibt es im Salzkammergut noch alte Handwerksberufe wie Schneider, Schuhmacher, Lederhosenmacher. Der Traditionelle Salzkammergut Vogelfang, einst kritisiert und heute streng geregelt, wurde 2010 als Immaterielles Kulturerbe, wie es die UNESCO deklariert, in das Nationale Verzeichnis der Österreichischen UNESCO-Kommission aufgenommen.
Das Salzkammergut übte seit jeher mit seiner romantischen Landschaft auf Künstler einen besonderen Reiz aus. Die Gegend wurde zum Zufluchtsort städtischer Betriebsamkeit und bot ein ideales Sujet für Künstler, darunter einige der größten österreichischen Maler des 19. und 20. Jahrhunderts, z. B. Gustav Klimt zwischen 1900 und 1916 am Attersee oder die „Zinkenbacher Malerkolonie“ (unter ihnen die Maler Ferdinand Kitt, Franz von Zülow, Ernst Huber etc.) ab 1927 am Wolfgangsee.
Bedeutend sind das Lehár Festival Bad Ischl, das Salzkammergut Mozartfestival, die Salzkammergut Festwochen Gmunden und die Musiktage Mondsee.

## Sport
Im Sportsektor ist das Skifliegen am Kulm in Tauplitz erwähnenswert.